# José Maria Fidélis dos Santos
José Maria Fidélis dos Santos, oft nur kurz Fidélis (* 13. März 1944 in São José dos Campos (SP); † 28. November 2012 ebenda), war ein achtfacher brasilianischer Fußballnationalspieler.
Mit der Nationalmannschaft nahm er an der Weltmeisterschaft von 1966 in England teil. Auf Vereinsebene gewann der rechte Außenverteidiger mit dem Bangu AC 1966 und dem CR Vasco da Gama 1970 die Staatsmeisterschaft von Rio de Janeiro. Mit Vasco da Gama wurde er 1974 brasilianischer Meister. 1980 gewann er mit dem ABC Natal aus Natal die Staatsmeisterschaft von Rio Grande do Norte. Im Rückblick wurde er in seiner Spielweise oft mit dem späteren Weltmeister Cafu verglichen. Als Trainer gewann er zudem Staatsmeisterschaften mit CS Alagoano und 1986 mit Operaio aus Mato Grosso do Sul.

## Leben und Wirken
Ein Luftwaffenleutnant aus Rio de Janeiro entdeckte ihn 1957 auf den Fußballplätzen im Hinterland des Bundesstaates São Paulo und empfahl ihn dem Bangu AC aus dem Westen von Rio de Janeiro, wo der 175 Zentimeter große, schnelle Spieler 1961 als 17-Jähriger sein professionelles Debüt gab. Bangu befand sich in jener Ära, auch aufgrund der Stärken von Fidélis, in der Blütezeit seiner Vereinsgeschichte. Nach zwei Vizemeisterschaften 1964 und 1965 wurde der Verein 1966 Staatsmeister von Rio de Janeiro. Trainer waren hierbei Pelés Idol Zizinho und der Argentinier Alfredo González. Bangus Paulo Borges wurde Torschützenkönig mit 16 Treffern. Unter dem neuen Trainer Ondino Viera wurde Fidélis 1967 mit Bangu abermals Vizemeister. Bekannt war er schon damals für seinen Trainingseifer: Es war nicht selten, dass er nach der offiziellen Trainingseinheit noch 100 Mal oder öfter das Flanken einstudierte.
Am 5. Juni 1966 debütierte er im Estádio Mineirão von Belo Horizonte beim 4:1-Erfolg gegen Polen in der Nationalmannschaft. Bei seinem zweiten Einsatz drei Tage darauf erzielte er beim 3:1-Sieg gegen Peru im Maracanã von Rio de Janeiro seinen einzigen Treffer im Nationaltrikot. Im Rahmen der Vorbereitungen auf die Weltmeisterschaft 1966 in England bestritt er vier weitere Länderspiele für Brasilien. Er wurde schließlich von Trainer Vicente Feola, der ihm den Vorzug vor dem Kapitän der Weltmeisterschaft von 1970 Carlos Alberto Torres gab, als potentieller Ersatz für Djalma Santos nach England mitgenommen. Dort kam er beim 1:3 gegen Portugal – mit Stars jener Ära wie Mário Coluna, José Augusto und Eusébio ausgestattet – zum Einsatz. Die Niederlage bedeutete nach dem vorhergegangenen 1:3 gegen Ungarn das Aus in der Gruppenphase.
1968 wechselte er von Bangu zum Spitzenverein CR Vasco da Gama, bei dem er bis 1974 blieb. Höhepunkte hier waren der Gewinn der Staatsmeisterschaft von Rio 1970 und der brasilianischen Meisterschaft unter Trainer Mário Travaglini von 1974, der ersten der Vereinsgeschichte. Der Torschützenkönig der Saison und spätere Vereinspräsident Roberto Dinamite zählte hier zu seinen herausragenden Mitspielern.
Es folgte eine kurze Zeit beim America FC in Rio. Zwischen 1976 und 1977 beendete er seine Spielerlaufbahn beim ABC Natal in Natal, der Hauptstadt von Rio Grande do Norte, und gewann mit diesem in seinem ersten Jahr beim Verein die als Campeonato Potiguar bekannte Staatsmeisterschaft, die damals 36. der Vereinsgeschichte. Es folgte 1978 ein Engagement bei Operário FC (MT) im Bundesstaat Mato Grosso do Sul sowie abschließend beim São José EC in seiner Heimatstadt São José de Campos im Hinterland des Bundesstaates São Paulo, bei dem er auch zwischen 1981 und 1984 als Trainer wirkte.
1981 qualifizierte sich São José erstmals für die Staatsmeisterschaft von São Paulo, wo der Verein im Halbfinale nur sehr knapp gegen den Meister des Jahres, den FC São Paulo, scheiterte. Dies gestattete auch die erstmalige Teilnahme an der nationalen Meisterschaft von Brasilien, die seinerzeit Taça de Ouro genannt wurde. Dort schlug sich die Mannschaft beachtlich und konnte sich erfolgreich gegen prominente Mannschaften wie Grêmio Porto Alegre, Atlético Mineiro, und Botafogo FR aus behaupten, ehe sie in der dritten Runde am Bangu AC scheiterte. Statistiker errechneten daraus einen ansprechenden 12. Platz in einem Feld von 44 Teilnehmern.
In seiner Karriere als Trainer gewann er die Staatsmeisterschaft von Alagoas mit CSA und 1986 mit dem Operário FC (MS) die Staatsmeisterschaft von Mato Grosso do Sul. Darüber hinaus trainierte er zahlreiche weitere Vereine von untergeordneter Bedeutung.
Der Touro Sentado, der „Sitzende Bulle“, wie er auch aufgrund von, so wird gesagt, physischen Ähnlichkeiten mit dem gleichnamigen Indianerhäuptling genannt wurde, lebte die letzten Jahre seines Lebens in Rio de Janeiro im Viertel Campo Grande im Westen der Stadt, wo er sich unter anderem mit Arbeit für kleine Fußballschulen, sogenannten escolinhas de futebol, über Wasser hielt. In Campo Grande lernte er mit 51 Jahren auch seine Frau kennen, mit der er zwei seiner fünf Kinder hatte. Nachdem beim mittlerweile verarmten Fidélis im April 2012 Magenkrebs diagnostiziert wurde, suchte er vergebens Hilfe bei der Führung des CR Vasco da Gama sowie bei dessen Präsidenten und mittlerweile auch Staatsparlamentsabgeordneten für die PMDB Roberto Dinamite. Anfang November 2012 wurde er schließlich vom Präsidenten seines letzten Vereins, dem São José EC, als Spieler nach Hause in den Kreis seiner erweiterten Familie geholt. Er verstarb am 28. November 2012 in einem Krankenhaus von São José de Campos, wo er auch seine letzte Ruhestätte fand.

## Erfolge

### Als Spieler
Bangu
- Staatsmeisterschaft von Rio de Janeiro: 1966

Vasco
- Staatsmeisterschaft von Rio de Janeiro: 1970
- Brasilianischer Meister: 1974

ABC Natal
- Staatsmeisterschaft von Rio Grande do Norte: 1976

### Als Trainer
São José
- Staatsmeisterschaft von São Paulo Vize-Meister: 1982

CS Alagoano
- Staatsmeisterschaft von Alagoas

Operário (MS)
- Staatsmeisterschaft von Mato Grosso do Sul: 1986
- Troféu Rubem Moreira: 1987